# HMS M1
Lo HMS M 1 è stato un sottomarino della Royal Navy britannica, perso per collisione il 17 novembre 1925 nel canale della Manica con la morte di tutto l'equipaggio

## Storia

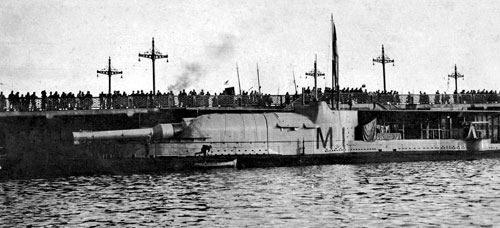
Il sommergibile M1 a Istanbul nel 1919.

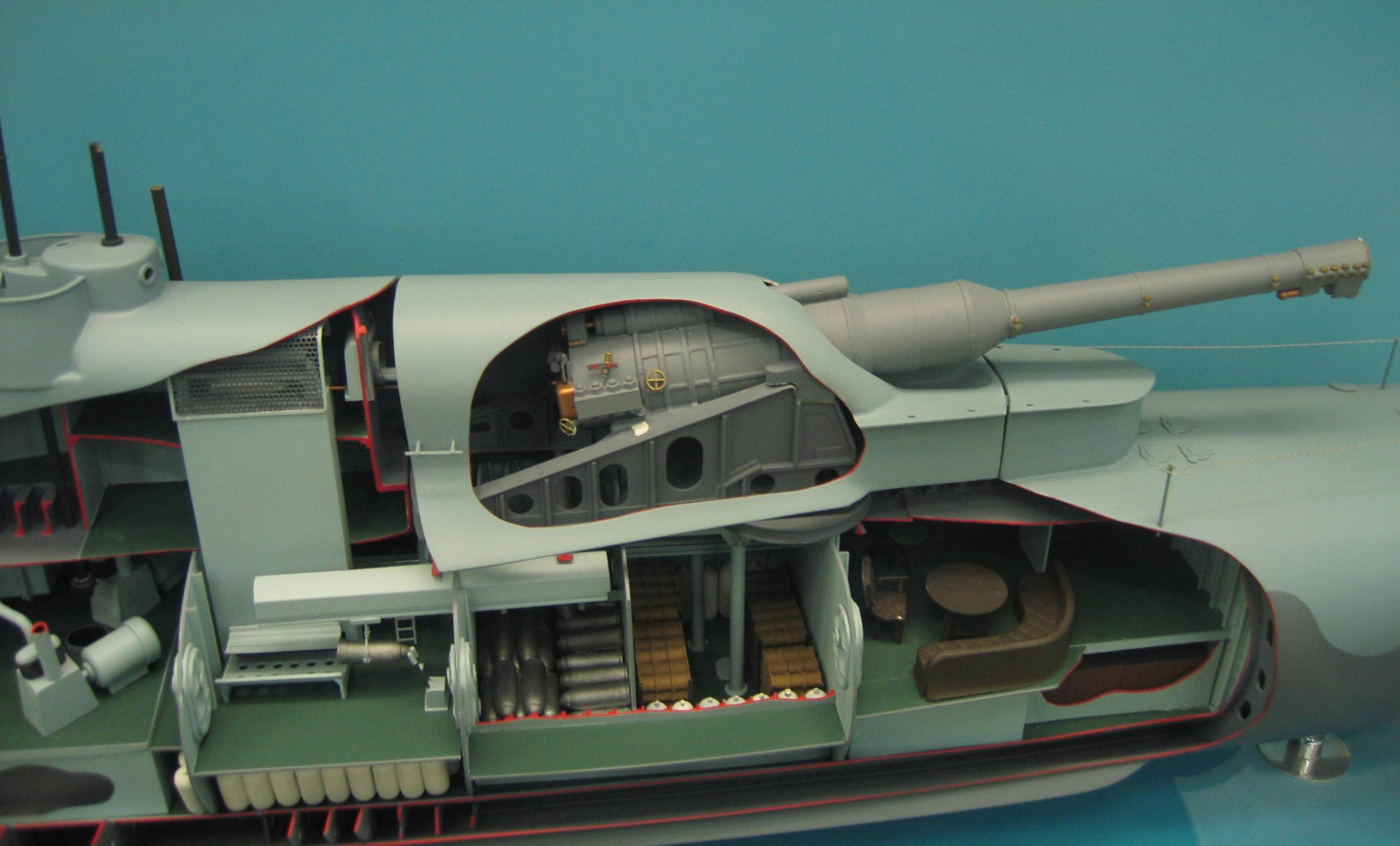
Sezione del modello della torretta del cannone da 305 mm esposta presso lo Science Museum, Londra.

Nell'agosto 1915 l'ammiraglio John Fisher, Primo lord del mare, prospettò la costruzione di una "corazzata sommergibile" armata con un cannone di grosso calibro in aggiunta al normale armamento di siluri. Fisher segnalò che una corazzata sommergibile avrebbe trasportato molti più proiettili da 850 libbre rispetto ai siluri. Il mese successivo il Comitato per lo Sviluppo dei Sommergibili, istituito nel maggio 1915 per definire la futura politica nella costruzione dei sommergibili britannici, si riunì per analizzare la proposta dell'ammiraglio. Sebbene non ci fosse alcun accordo sulla funzione e sull'utilizzo di una simile unità navale, il Comitato decise che il Direttore delle Costruzioni Navali avrebbe dovuto preparare il progetto per  due tipi di questi sommergibili, uno armato di un cannone di grosso calibro a bassa velocità iniziale e un altro armato di un cannone di calibro minore  ad elevata velocità iniziale. Al capitano di vascello Sidney Stewart Hall, comandante dei sommergibili, fu ordinato di trovare delle giustificazioni la costruzione di sommergibili di questo modello. Hall presentò un certo numero di argomenti in favore della costruzione di sommergibili aventi un cannone come armamento principale, data anche la scarsa qualità dei siluri britannici allora in uso.  Il Comitato per lo Sviluppo dei Sommergibili decise per la costruzione di sommergibili monitori armati con cannone di grosso calibro. La Royal Navy, convinta dell’inutilità dei sommergibili monitori da impiegare nel Mare del Nord e non potendo annullare le decisioni dell'ammiraglio Fisher, scelse per armare le nuove unità il cannone Vickers Mk IX 50t BL da 305 mm, di modello superato, ma presente negli arsenali britannici con pezzi di rispetto e molte munizioni, destinati inevitabilmente alla demolizione. Tale decisione sul tipo di armamento abbassò di molto il costo previsto per le nuove unità. Fu deciso di realizzare quattro sommergibili monitori al posto di quattro sommergibili classe K, battelli con propulsione a vapore, la cui costruzione era già stata finanziata. La realizzazione delle quattro unità fu portata avanti con bassa priorità, e uno solo dei sommergibili monitori, lo M1  entrò in servizio prima della fine della Grande Guerra. Il cannone da 305/40 aveva una elevazione di 20°, una depressione di -5°, un brandeggio di 15° e poteva sparare 90 secondi dopo che l'unità era emersa in superficie.
Il sottomarino M1 fu impostato presso il cantiere navale Vickers Barrow-in-Furness nel luglio 1916, varato il 9 luglio 1917, ed entrò in servizio il 17 aprile 1918. Non sapendo come impiegarlo, l'M1 fu inviato nel Mediterraneo a Brindisi. La destinazione aveva un fine politico in quanto la Royal Navy intendeva aiutare la Regia Marina inviando in Italia un sommergibile assolutamente inutile, ma di grande effetto morale.
Tra il 1919 e il 1920 venne utilizzato come battello scuola e nel periodo 1921-1924 fu assegnato in servizio alla Atlantic Fleet. Nel 1923, l'acqua penetrata nella canna del cannone provocò ingenti danni alla volata durante lo sparo. Dal 1924 fu impiegato come sommergibile da addestramento.
Il 12 novembre 1925, al comando del capitano di corvetta A. Carrie, si trovava in immersione al largo di Start Point durante una esercitazione nel canale della Manica quando entrò in collisione con la nave svedese SS Vidar. L'urto strappò il cannone dallo scafo e l'acqua inondò l'interno attraverso il foro aperto dell'elevatore delle munizioni. Sembra che i membri dell'equipaggio abbiano tentato di fuggire allagando l'interno e aprendo il portello di fuga, ma i loro corpi non sono mai stati ritrovati. La scomparsa dello M1 rimase inspiegabile fino a quando la SS Vidar non arrivò a Stoccolma il 19 novembre. Il suo comandante riferì che la nave era entrata in collisione con un oggetto sommerso al largo della costa del Devon. L'indagine sullo scafo danneggiato rilevò tracce di una rara vernice che era stata utilizzata sullo M1. I sommozzatori della marina britannica e le navi da ricognizione cercarono lo M1 per un mese prima di abbandonare le ricerche.
Una squadra di sub guidata da Innes McCartney scoprì il relitto dello M1 il 18 giugno 1999 a una profondità di 73 metri (240 piedi). Il cannone si trovava sulla sabbia poco lontano dal sottomarino. Nello stesso anno Richard Larn e una troupe di documentari televisivi della BBC visitarono il relitto e il filmato risultante fu trasmesso nel marzo 2000. Il relitto è designato come "luogo protetto" ai sensi del Protection of Military Remains Act del 1986.

### Annotazioni
1. ↑  Progettato dalla ditta Vickers alla fine degli anni Novanta del XIX secolo era stato installato sulle navi da battaglia delle classi Formidable, London, Duncan e King Edward VII.

### Fonti
1. 1 2 3  Gardiner 1985, p. 92.
2. 1 2 3 4 5 6 7 8 9  RN Subs.
3. 1 2 3 4 5  Turrini 2011, p. 23.
4. 1 2 3  Turrini 2011, p. 24.
5. ↑  Turrini 2011, p. 25.
6. 1 2 3 4  Turrini 2011, p. 26.
7. 1 2 3 4 5 6 7  Turrini 2011, p. 27.